# Ото I (Шверин)
Вижте пояснителната страница за други личности с името Ото I.
Ото I фон Шверин-Витенбург (на немски: Otto I von Schwerin-Wittenburg; * ок. 1320; † 14 януари 1357) е граф на Витенбург 1328 г. и от 1344 до 1356 г.граф на Шверин.

## Произход
Той е син на Гунцелин VI граф на Шверин-Витенбург († 1327) и съпругата му Рихардис фон Текленбург († ок. 1327), наследничка на графство Текленбург, дъщеря на граф Ото IV фон Бентхайм-Текленбург (* ок. 1270; † 1307) и Беатрикс фон Ритберг († 1312/1325).

## Фамилия
Ото I се жени за принцеса Мехтхилд фон Верле (* ок. 1328; † 1354), дъщеря на княз Йохан III фон Верле и принцеса Матилда фон Померания-Щетин. Те имат една дъщеря:
- Рихардис фон Шверин-Витенбург (* ок. 1350; † 1377 в Стокхолм), омъжена за Албрехт Мекленбургски, крал на Швеция (* ок. 1338; † 1412).